# Deltocephalus quadriplagiatus
Deltocephalus quadriplagiatus är en insektsart som beskrevs av Jacobi 1941. Deltocephalus quadriplagiatus ingår i släktet Deltocephalus och familjen dvärgstritar. Inga underarter finns listade i Catalogue of Life.